# لیولند
لیولند (به انگلیسی: Leaveland) یک روستا و محله مدنی در بریتانیا است که در Swale واقع شده‌است. لیولند ۱۰۰ نفر جمعیت دارد.